# Sam Kendricks

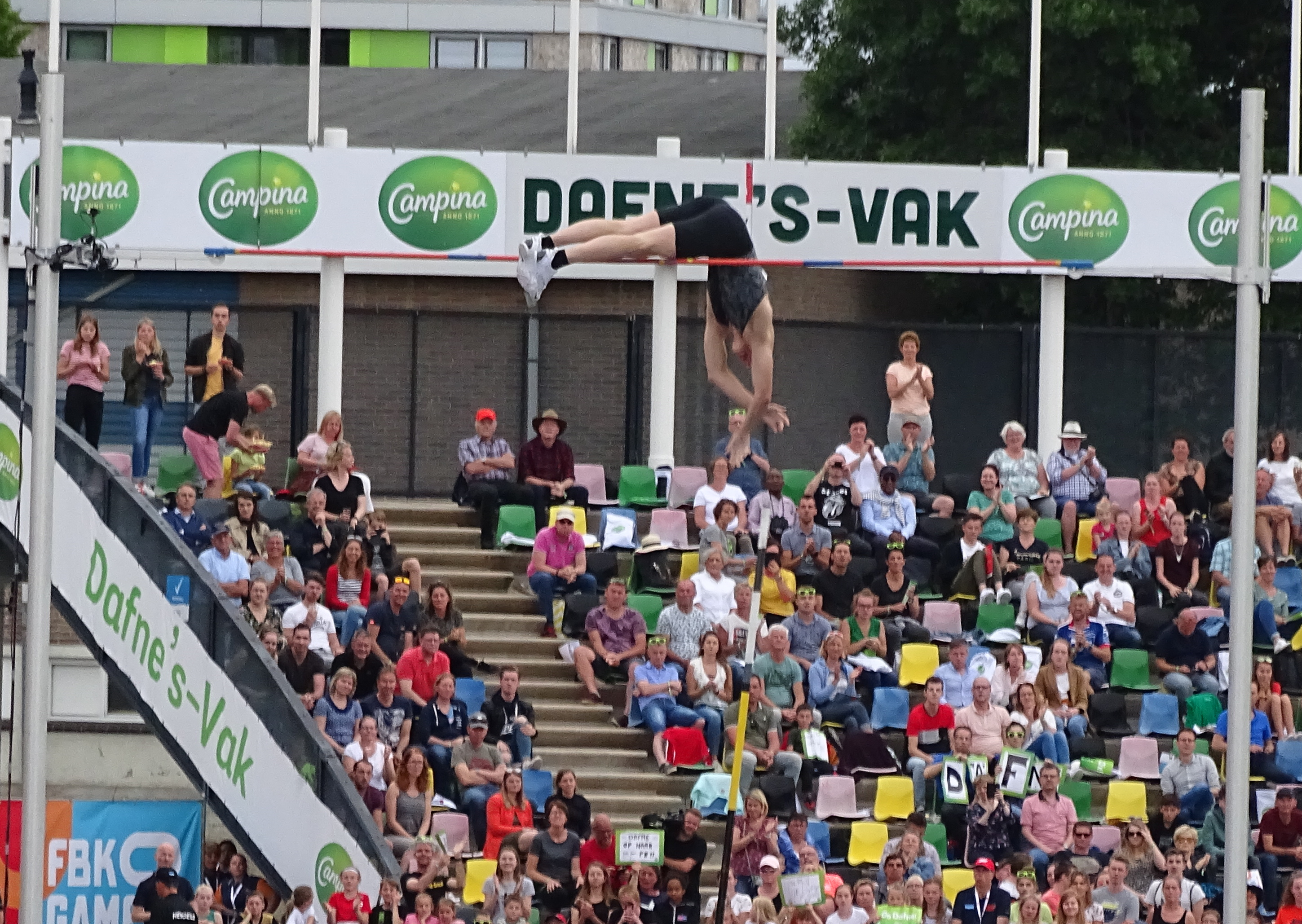
Sam Kendricks springt over 5,91 m tijdens de FBK Games in 2019 en verbetert hiermee het meeting record van 5,90 m uit 1992, op naam van Serhij Boebka.

Sam Kendricks (Oceanside, 7 september 1992) is een Amerikaans atleet, die is gespecialiseerd in het polsstokhoogspringen. Hij nam tweemaal deel aan de Olympische Spelen en won bij deze gelegenheden een bronzen en een zilveren medaille. Hij werd wereldkampioen en meervoudig Amerikaans kampioen in deze discipline.

## Biografie

### Eerste successen als scholier en student
Reeds tijdens zijn middelbareschooltijd blonk Kendricks uit in het polsstokhoogspringen. Zo leidde hij in 2009 het atletiekteam van zijn High school in zijn woonplaats Oxford, Mississippi naar de overwinning in de schoolatletiekcompetitie van die staat, waarbij hijzelf tot een hoogte van 5,18 m kwam, een staatsrecord. In 2010 en 2011 werd hij kampioen van Mississippi, dat laatste jaar zelfs in- en outdoor.
Nadat Kendricks na afronding van zijn High schoolopleiding aan de Universiteit van Mississippi was gaan studeren, veroverde hij zijn eerste internationale titel in 2013 op de Universiade in het Russische Kazan. Hij won daar het polsstokhoogspringen met een hoogte van 5,60, even hoog als de Japanner Seito Yamamoto, maar met minder foutsprongen. In eigen land was hij kort daarvoor al kampioen polsstokhoogspringen geworden op de universitaire (NCAA-)kampioenschappen, een titel die hij het jaar erop prolongeerde.

### Zilver op WK indoor en brons op de OS
In 2015 werd Kendricks Amerikaans kampioen met een sprong over 5,75 en nam hij deel aan de wereldkampioenschappen in Peking, waar hij met 5,65 niet verder kwam dan de negende plaats. Het jaar daarop deed hij het op de wereldindoorkampioenschappen in Portland al een stuk beter, want daar sprong hij over 5,80 en moest hij alleen voorrang verlenen aan de Fransman Renaud Lavillenie, maar die ging dan ook over 6,02. Vervolgens maakte hij datzelfde jaar zijn olympisch debuut op de Olympische Spelen in Rio de Janeiro, waar hij aantoonde dat hij definitief tot de top van de polsstokhoogspringers moest worden gerekend, want met een sprong over 5,85 veroverde hij er het brons.

### Wereldkampioen
In 2017 voegde Kendricks zich al vroeg in het seizoen bij de "6 meter club", de prestigieuze club van polsstokhoogspringers die zes meter en meer sprongen. Tijdens de Amerikaanse kampioenschappen in Sacramento veroverde hij zijn vierde nationale outdoortitel in successie met een sprong over exact zes meter. Vervolgens behaalde Kendrick het grootste succes in zijn sportcarrière. Bij de WK in Londen won hij de wereldtitel. Met een beste poging van 5,95 bleef hij de Pool Piotr Lisek (zilver; 5,89) en Renaud Lavillenie (brons; 5,89) voor.
Het drietal Kendricks, Lisek en Lavillenie bleek aan elkaar gewaagd, want ook op de WK indoor in 2018 in Birmingham maakten deze drie bij het polsstokhoogspringen de dienst uit, zij het dat de volgorde iets anders uitpakte: ditmaal trok de Fransman met 5,90 weer aan het langste eind, gevolgd door Kendricks en Lisek, beiden met 5,85.

## Titels
- Wereldkampioen polsstokhoogspringen - 2017
- Universitair kampioen polsstokhoogspringen - 2013
- NCAA-kampioen polsstokhoogspringen - 2013, 2014
- Amerikaans kampioen polsstokhoogspringen - 2014, 2015, 2016, 2017, 2018, 2019
- Amerikaans indoorkampioen polsstokhoogspringen - 2015, 2016, 2017

## Persoonlijke records
| Onderdeel                      | Prestatie   | Datum            | Plaats           |
| ------------------------------ | ----------- | ---------------- | ---------------- |
| polsstokhoogspringen (outdoor) | 6,06 m (AR) | 27 juli 2019     | Des Moines       |
| polsstokhoogspringen (indoor)  | 5,93 m      | 25 februari 2018 | Clermont-Ferrand |

## Palmares

### polsstokhoogspringen
Kampioenschappen
- 2013:  Universiade – 5,60 m
- 2014:  Amerikaanse kamp. - 5,75 m
- 2015:  Amerikaanse indoorkamp. - 5,76 m
- 2015:  Amerikaanse kamp. - 5,75 m
- 2015: 9e WK - 5,65 m
- 2016:  Amerikaanse indoorkamp. - 5,90 m
- 2016:  WK indoor – 5,80 m
- 2016:  IAAF World Challenge - 5,92 m
- 2016:  US Olympic Trials - 5,91 m
- 2016:  OS - 5,85 m
- 2017:  Amerikaanse indoorkamp. - 5,85 m
- 2017:  Amerikaanse kamp. - 6,00 m
- 2017:  WK - 5,95 m
- 2018:  WK indoor – 5,85 m
- 2018:  Amerikaanse kamp. - 5,85 m
- 2019:  Amerikaanse kamp. - 6,06 m (AR)
- 2025:  WK indoor – 5,90 m

Overig
- 2019:  FBK Games - 5,91 m

1983 Serhij Boebka · 
1987 Serhij Boebka · 
1991 Serhij Boebka · 
1993 Serhij Boebka · 
1995 Serhij Boebka · 
1997 Serhij Boebka · 
1999 Maksim Tarasov · 
2001 Dmitri Markov · 
2003 Giuseppe Gibilisco · 
2005 Rens Blom ·
2007 Brad Walker ·
2009 Steven Hooker ·
2011 Paweł Wojciechowski ·
2013 Raphael Holzdeppe ·
2015 Shawnacy Barber ·
2017 Sam Kendricks ·
2019 Sam Kendricks ·
2022 Armand Duplantis ·
2023 Armand Duplantis